# As Mães de Chico Xavier
As Mães de Chico Xavier é um filme brasileiro de 2011 dirigido por Glauber Filho e Halder Gomes, com roteiro dos mesmos diretores baseado no livro Por Trás do Véu de Isis, de Marcel Souto Maior.

## Sobre o filme
As Mães de Chico Xavier é um filme estrelado por Nelson Xavier e Vanessa Gerbelli com Tainá Muller e Via Negromonte. Conta ainda com as participações de Herson Capri, Caio Blat, a novata Christiane Góis dentre outros.
Foi filmado em película 35mm nos meses de abril e maio de 2010, com locações nas cidades de Guaramiranga, Pacatuba, e também em Fortaleza, no Ceará, tendo as filmagens sido concluídas em Pedro Leopoldo (Minas Gerais), terra natal de Chico Xavier. O filme é inspirado no livro "Por Trás do Véu de Isis", do jornalista e escritor Marcel Souto Maior, com roteiro original de Glauber Filho e Emmanuel Nogueira. Luis Eduardo Girão é o produtor e a produção executiva está a cargo de Sidney Girão e Leonardo Leal.

## Sinopse
Três mães vêem sua realidade se transformar por completo… São elas: Ruth, cujo filho adolescente, Raul, enfrenta problemas com drogas; Elisa, que tenta suprir a ausência do marido dando total atenção ao filho, o pequeno Theo, e Lara, professora que enfrenta o dilema de uma gravidez não planejada. Essas três mulheres, vivendo momentos distintos de suas vidas, buscam conforto junto a Chico Xavier. E o repórter Karl permanece insistindo em entrevistar o médium, mesmo sem estar preparado para isso…
Na produção, Nelson Xavier revive o papel de Chico Xavier. Herson Capri interpreta Mário, marido de Ruth. Caio Blat vive um jornalista que quer investigar o médium. Neuza Borges é a cuidadosa governanta que convive com o casal Guilherme (Joelson Medeiros) e Elisa (Vanessa Gerbelli).

## Elenco
| Elenco               | Papel        |
| Nelson Xavier        | Chico Xavier |
| Vanessa Gerbelli     | Elisa        |
| Caio Blat            | Karl         |
| Herson Capri         | Mário        |
| Via Negromonte       | Ruth         |
| Tainá Müller         | Lara         |
| Christiane Góis      | Lica         |
| Neusa Borges         | Governanta   |
| Paulo Goulart Filho  | Cassiano     |
| Joelson Medeiros     | Guilherme    |
| Daniel Dias da Silva | Raul         |
| Gabriel Pontes       | Théo         |
| Gustavo Falcão       | Santiago     |